# Stade Jean-Bouin (Nîmes)
Pour les articles homonymes, voir Stade Jean-Bouin.
Le stade Jean-Bouin est un ancien stade de football de Nîmes en France.
Inauguré en 1919 sous le nom de Parc des sports du Jeu-de-mail, il est renommé Stade Jean-Bouin au milieu des années 1930. Il connaît comme club résident le Sporting Club Nîmois entre 1919 et 1937 puis le Nîmes Olympique entre 1937 et 1989.

## Historique
En 1919, les dirigeants du Sporting Club nîmois (SCN) achètent et élaborent un terrain situé Rue du Jeu-de-Mail au nord-est de la ville. Une première tribune est érigée dans les années 1920 et le stade est officiellement inauguré en octobre 1931 en présence du président de la République, Gaston Doumergue. La rue attenante au stade est ensuite rebaptisée au milieu des années 1930, changeant de facto la dénomination du complexe en Parc des sports de la rue Jean-Bouin. Cette appellation étant d'abord usitée en raison de la présence de courts de tennis à proximité du terrain.
À la suite des difficultés financières du SCN, il est l'objet d'une saisie en novembre 1936. Le stade est finalement racheté en 1937 par une société civile immobilière dont les trois membres (qui seront dix-neuf dès 1948) siègent au comité directeur du Nîmes Olympique. À partir de la saison 1941-1942, le terrain est occupé par les forces allemandes de la Seconde Guerre mondiale. Endommagé par des bombardements en mai 1944, le stade est remis définitivement en état en 1948 où s'ajoutent des buttes derrière les cages. L'une d'elles est rapidement qualifiée dans la presse de « montagne humaine » en raison de son étroitesse et de sa hauteur. Pour pouvoir accueillir des matchs européens, l'éclairage est lui installé en 1962. La municipalité récupère l'exploitation du stade en décembre 1977 et le met à disposition du Nîmes Olympique contre un pourcentage de recettes liées à la billetterie.
Avec l'ensemble des rénovations effectuées jusqu'aux années 1970, le stade atteint environ 15 000 places. En dépit de ces mises aux normes, des effondrements de murs en bord de terrain sont constatés en plein match à trois reprises entre 1954 et 1972,. L'écroulement du toit de la tribune principale en 1960 oblige le club nîmois à la reconstruire en dur et non plus en bois. Décriées depuis plusieurs décennies,, l'insécurité et la désuétude de Jean-Bouin incitent donc la municipalité à faire émerger le Stade des Costières à la fin des années 1980. Le stade est finalement détruit en 1997 et est réaménagé pour des clubs amateurs de la ville en 1999.